# حشف حيوي

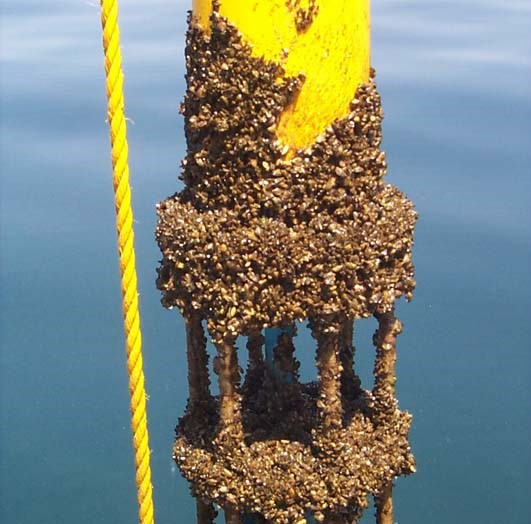
الترسبات الحيوية

الحشف الحيوي أو الترسبات الحيوية هو تراكم ونمو غير مرغوب فيه من الكائنات الدقيقة والنباتات والحيوانات والطحالب على الأسطح المغمورة في مياه البحر. وهو تلوث بحري بيولوجي. كما يشكل تراكم الحشف الحيوي على السفن البحرية مشكلة كبيرة، إذ من الممكن أن يتضرر البنية والنظام الهيكلي لها.
تاريخياً تم تنفيذ مجموعة متنوعة من الطرق لمكافحة الحشف الحيوي. وفي الآونة الأخيرة، بدأ العلماء في البحث عن أساليب تراكم الحشرات والكائنات الدقيقة مستوحاة من الكائنات الحية. ويعرف هذا النوع من المحاكاة الحيوية.